# 本田のえる
本田 のえる（ほんだ のえる、 2000年6月17日 - ）は、日本のAV女優。カプセルエージェンシー所属。

## 略歴・人物
神奈川県出身。趣味はメイク研究・映画鑑賞。
2021年7月8日、SODクリエイトの「KMHR (キミホレ)」から「どこかアンニュイで惹かれるあの子は毎日オナニーしても足りないオナニスト 陽キャに憧れるドスケベ陰キャAV debut 本田のえる」でAV女優デビュー

## 作品

### アダルトDVD
2021年
- どこかアンニュイで惹かれるあの子は毎日オナニーしても足りないオナニスト 陽キャに憧れるドスケベ陰キャAV debut 本田のえる（7月8日、SODクリエイト）
- ドスケベ陰キャをじっくりねっとり性感開発したら全身ヌレヌレで初めて絶頂した（8月12日、SODクリエイト）
- 人一倍性欲強めな陰キャの人生が変わる時。初めての生チン、初めての中出し。のち、乱交。（9月9日、SODクリエイト）
- 担任教師の僕は生徒の誘惑に負けて放課後ラブホで何度も、何度も、中出ししてしまった…（11月2日、ムーディーズ）
- 「えっ! 今、ナカに出したでしょ?」早漏をゴマかす暴発後の延長ピストンで抜かずの追撃中出し!!（11月2日、ワンズファクトリー）
- はじめて彼女ができたので幼なじみとSEXや中出しの練習をする事にした（11月16日、ムーディーズ）共演：大川月乃
- 強化合宿中に陸上女子が悪徳コーチに媚薬を盛られて汗だくキメセク大絶頂（12月7日、ワンズファクトリー）

### イメージDVD
2021年
- Noeru 飛び出してfairyland（10月7日、REbecca）※ブルーレイ同時発売

### VR
2021年
- 兄妹相互オナニーVR 変態オナニストの妹とオナニーの見せ合い! お互い限界まで興奮し僕のち○ぽは我慢汁だらだら、妹のま○こはマン汁ぬるぬる! エスカレートした僕らは挿入してみたくなり近親相姦! （9月30日、SODクリエイト）
- いつも欲求不満なむっつりドスケベ美少女と付き合ったらデートは家でまったりダラダラしながらも彼女が常にチ○ポを求めてきて1日中勃起させられっぱなしでずっとエッチばかりしている同棲生活 （11月24日、SODクリエイト）

## 出版物

### 雑誌
- 月刊ソフト・オン・デマンド 2021年9月号 vol.24（ソフト・オン・デマンド）- インタビュー
- 月刊FANZA 2021年10月号（ジーオーティー）- インタビュー『HATSUMONO!』